# Pogriebki (obwód kurski)
Pogriebki (ros. Погребки) – wieś (ros. село, trb. sieło) w zachodniej Rosji, centrum administracyjne sielsowietu pogriebskiego w rejonie sudżańskim obwodu kurskiego.

## Geografia
Miejscowość położona jest nad rzeką Małaja Łoknia, 18 km od granicy z Ukrainą, 21 km od centrum administracyjnego rejonu (Sudża), 77,5 km od Kurska.
W granicach miejscowości znajdują się ulice: Grafowka, Jelenka, Kirpicziki, Mołodiożnaja, Nowosiołowka, Sieło, Żabołowka.

## Demografia
W 2010 r. miejscowość zamieszkiwało 266 osób.